# Grabów (Sulęcin)
Pour les articles homonymes, voir Grabów.
Grabów (prononciation : [ˈɡrabuf]) est un village polonais de la gmina de Torzym dans le powiat de Sulęcin de la voïvodie de Lubusz dans l'ouest de la Pologne.
Il se situe à environ 6 kilomètres au nord-est de Torzym (siège de la gmina), 12 kilomètres au sud de Sulęcin (siège de le powiat), 44 kilomètres au sud de Gorzów Wielkopolski (capitale de la voïvodie) et 53 kilomètres au nord-ouest de Zielona Góra (siège de la diétine régionale).
Le village comptait approximativement une population de 245 habitants en 2009.

## Histoire
Après la Seconde Guerre mondiale, avec la mise en œuvre de la ligne Oder-Neisse, le village est intégré à la République populaire de Pologne. La population d'origine allemande est expulsée et remplacée par des polonais.
De 1975 à 1998, le village appartenait administrativement à la voïvodie de Zielona Góra.

Depuis 1999, il appartient administrativement à la voïvodie de Lubusz